# Saint-Léger-du-Bois
Saint-Léger-du-Bois település Franciaországban, Saône-et-Loire megyében. Lakosainak száma 511 fő (2022. január 1.). Saint-Léger-du-Bois Viévy, Curgy, Dracy-Saint-Loup, Igornay és Sully községekkel határos.

## Népesség
A település népessége az elmúlt években az alábbi módon változott:
| Lakosok száma | 549  | 535  | 548  | 537  | 533  | 529  | 525  | 518  | 511  |
|               | 2013 | 2015 | 2016 | 2017 | 2018 | 2019 | 2020 | 2021 | 2022 |